# موسی‌آباد (بافت)
موسی‌آباد روستایی در دهستان بزنجان بخش مرکزی شهرستان بافت استان کرمان ایران است.

## جمعیت
بر پایه سرشماری عمومی نفوس و مسکن در سال ۱۳۹۵ جمعیت این روستا ۱۸ نفر (۷خانوار) بوده‌است.